# New in Chess
New In Chess (NIC; Нью Ин Чесс) — нидерландский шахматный журнал; издаётся с февраля 1984 в Амстердаме на английской языке 8 номеров в год. Главные редакторы — Дирк Ян тен Гюйзендам и Ян Хендрик Тимман (с 1984). 
Основное внимание журнал уделяет международной шахматной жизни, публикует партии крупных соревнований с комментариями, материалы по истории шахмат, различные интервью и так далее. Наиболее содержательны разделы — «Искусство анализа», «Портрет», библиография. Сотрудничает со многими ведущими шахматистами разных стран. Имеет ежегодное приложение под тем же названием (сборники шахматных партий справочно-теоретического характера), разделы которого посвящены определённому дебюту или актуальному варианту, ставшему к моменту выпуска предметом теоретической полемики. В предисловиях к разделам освещаются наиболее важные направления развития шахматной теории; партии комментируются, как правило, одним из соперников. 